# 石阡县
石阡县是中华人民共和国贵州省铜仁市下属的一个县。位于贵州东北部，乌江中游，面积2172平方公里，2002年人口37万。邮政编码555100，县政府驻汤山街道。与之接壤的县市有：江口县、印江县、思南县、余庆县、凤冈县、镇远县和施秉县。
境内有佛顶山和全国重点文物保护单位石阡万寿宫。发现4.39亿年前的志留纪石阡化石库，产黔齿鱼（Qianodus）和梵净山鱼(Fanjingshania)。石阡县是貴州礦泉最多的縣。當地有特色食品神仙豆腐。

## 行政区划
石阡县下辖3个街道办事处、6个镇、1个乡、9个民族乡：
汤山街道、泉都街道、中坝街道、本庄镇、白沙镇、龙塘镇、花桥镇、五德镇、河坝镇、国荣乡、聚凤仡佬族侗族乡、龙井侗族仡佬族乡、大沙坝仡佬族侗族乡、枫香侗族仡佬族乡、青阳苗族仡佬族侗族乡、石固仡佬族侗族乡、坪地场仡佬族侗族乡、甘溪仡佬族侗族乡和坪山仡佬族侗族乡。

## 交通
- 354国道， 沿榕高速， 江黔高速，湄石高速，石玉（大）高速过境。